# Rudolf Bauer (atlet)

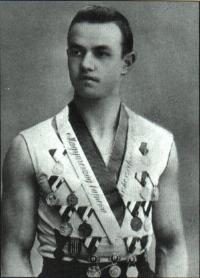
Rudolf Bauer

Rezső ("Rudolf") Bauer (2. ledna 1879 Budapešť — 9. listopadu 1932 Sósér) byl maďarský atlet, specializující se na hod diskem, olympijský vítěz.
Jeho největším úspěchem bylo vítězství v hodu diskem na olympiádě v Paříži v roce 1900. Zvítězil výkonem 36,04 m dosaženým v kvalifikaci. Ve finále nikdo nehodil dále a ve shodě s tehdejšími pravidly se stal vítězem.